# 性助入道親王
性助入道親王（しょうじょ にゅうどうしんのう、宝治元年7月23日（1247年8月25日）- 弘安5年12月19日（1283年1月19日））は、鎌倉時代の僧侶。

## 経歴
後嵯峨天皇の第6皇子。母は従一位・太政大臣三条公房の女・御匣殿。
出家前の諱は省仁親王（さだひと しんのう）。性助法親王（しょうじょ ほっしんのう）としたものも多いが、親王宣下は出家前にすでに受けているので正しくは入道親王である。
第十一世仁和寺門跡として後中御室と呼ばれ、また甘露王院宮とも呼ばれる。和歌が『続古今和歌集』などに収録されている。
なお後深草院二条の随筆『とはずがたり』に登場する「有明の月」はこの性助入道親王がモデルの一人と考えられている。